# Bottiglia di Nansen

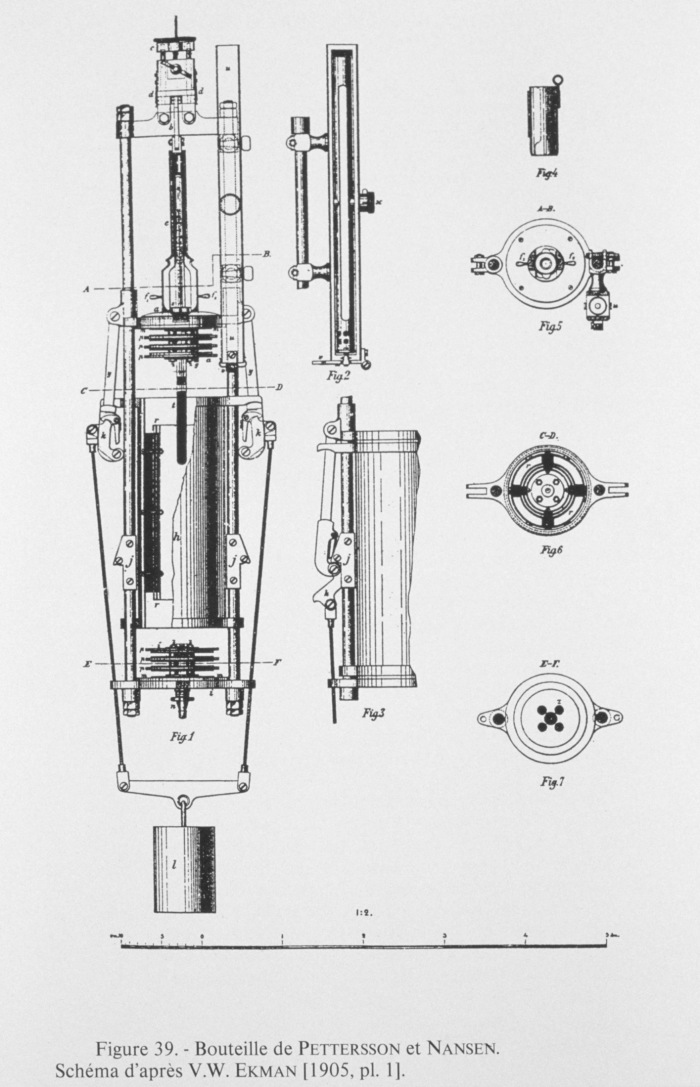
Bottiglia Nansen-Pettersson

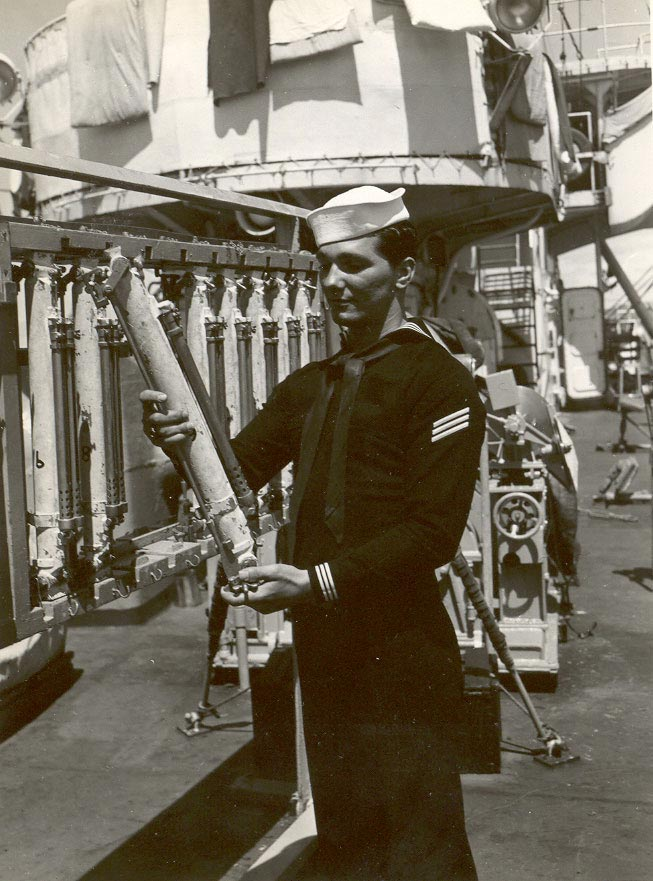
Un marinaio della Guardia Costiera statunitense con una bottiglia di Nansen

La bottiglia di Nansen, bottiglia di Nansen-Pettersson o bottiglia Nansen, è uno strumento utilizzato per il campionamento delle acque ad una specifica profondità.

## Storia
Basata sulla bottiglia di Ekman del 1905, fu progettata nel 1910 dall'esploratore e scienziato Fridtjof Nansen, premio Nobel per la Pace nel 1922. Essa venne ampiamente utilizzata durante l'Anno Geofisico Internazionale 1957-1958.

## Struttura
Lo strumento consiste di sei cilindri concentrici in ottone collegati da spaziatori in ebanite. Il cilindro più esterno è cromato, mentre i due cilindri più interni sono placcati in argento. Il coperchio e il fondo sono realizzati in ottone cromato e all'interno trasportano un disco di ebanite tra due rondelle in gomma. Al cilindro esterno vengono collegati due termometri.